# Volta Ciclista a Catalunya 1997
La Volta Ciclista a Catalunya 1997, settantasettesima edizione della corsa, si svolse in otto tappe, la prima suddivisa in 2 semitappe, dal 19 al 26 giugno 1997, per un percorso totale di 1167,5 km, con partenza da La Pineda e arrivo ad Andorra la Vella (Andorra). La vittoria fu appannaggio dello spagnolo Fernando Escartín, che completò il percorso in 31h13'49", precedendo i connazionali Ángel Casero e Mikel Zarrabeitia.
I corridori che partirono da La Pineda furono 109, mentre coloro che tagliarono il traguardo di Andorra La Vella furono 82.

## Tappe
| Tappa  | Data      | Percorso                                        | km     | Vincitore di tappa | Leader cl. generale |
| ------ | --------- | ----------------------------------------------- | ------ | ------------------ | ------------------- |
| 1ª-1   | 19 giugno | Vila-seca > La Pineda                           | 71,9   | Ján Svorada        | Ján Svorada         |
| 1ª-2   | 19 giugno | Port Aventura > La Pineda (cron. individuale)   | 7,8    | Chris Boardman     | Chris Boardman      |
| 2ª     | 20 giugno | Port Aventura > Lleida                          | 163,0  | Ján Svorada        | Chris Boardman      |
| 3ª     | 21 giugno | Les Borges Blanques > Manresa                   | 186,7  | Serhij Ušakov      | Chris Boardman      |
| 4ª     | 22 giugno | Sant Joan Despí > Barcellona                    | 129,7  | Ján Svorada        | Chris Boardman      |
| 5ª     | 23 giugno | Vic > Vic (cron. individuale)                   | 22,1   | Chris Boardman     | Chris Boardman      |
| 6ª     | 24 giugno | Vic > Castell-Platja d'Aro                      | 160,7  | Fernando Escartín  | Chris Boardman      |
| 7ª     | 25 giugno | Gerona > Estació de Pal (AND)                   | 237,0  | Bo Hamburger       | Fernando Escartín   |
| 8ª     | 26 giugno | Andorra la Vella (AND) > Andorra la Vella (AND) | 188,6  | Serhij Ušakov      | Fernando Escartín   |
| Totale | Totale    | Totale                                          | 1167,5 |                    |                     |

## Dettagli delle tappe

### 1ª tappa, 1ª semitappa
- 19 giugno: Vila-seca > La Pineda – 71,9 km

Risultati
| Pos. | Corridore          | Squadra | Tempo    |
| ---- | ------------------ | ------- | -------- |
| 1    | Ján Svorada        | Mapei   | 1h57'23" |
| 2    | Federico Colonna   | Asics   | s.t.     |
| 3    | Frédéric Moncassin | GAN     | s.t.     |

| Pos. | Corridore          | Squadra | Tempo    |
| ---- | ------------------ | ------- | -------- |
| 1    | Ján Svorada        | Mapei   | 1h57'23" |
| 2    | Federico Colonna   | Asics   | s.t.     |
| 3    | Frédéric Moncassin | GAN     | s.t.     |

### 1ª tappa, 2ª semitappa
- 19 giugno: Port Aventura > La Pineda – (cron. individuale) - 7,8 km

Risultati
| Pos. | Corridore       | Squadra | Tempo |
| ---- | --------------- | ------- | ----- |
| 1    | Chris Boardman  | GAN     | 8'42" |
| 2    | Ángel Casero    | Banesto | a 12" |
| 3    | Aitor Garmendia | ONCE    | s.t.  |

| Pos. | Corridore       | Squadra | Tempo    |
| ---- | --------------- | ------- | -------- |
| 1    | Chris Boardman  | GAN     | 2h06'05" |
| 2    | Ángel Casero    | Banesto | a 12"    |
| 3    | Aitor Garmendia | ONCE    | s.t.     |

### 2ª tappa
- 20 giugno: Port Aventura > Lleida – 163,0 km

Risultati
| Pos. | Corridore          | Squadra | Tempo    |
| ---- | ------------------ | ------- | -------- |
| 1    | Ján Svorada        | Mapei   | 4h01'01" |
| 2    | Frédéric Moncassin | GAN     | s.t.     |
| 3    | Federico Colonna   | Asics   | s.t.     |

| Pos. | Corridore       | Squadra | Tempo    |
| ---- | --------------- | ------- | -------- |
| 1    | Chris Boardman  | GAN     | 6h07'06" |
| 2    | Ángel Casero    | Banesto | a 12"    |
| 3    | Aitor Garmendia | ONCE    | s.t.     |

### 3ª tappa
- 21 giugno: Les Borges Blanques > Manresa – 186,7 km

Risultati
| Pos. | Corridore         | Squadra | Tempo    |
| ---- | ----------------- | ------- | -------- |
| 1    | Serhij Ušakov     | Polti   | 5h00'56" |
| 2    | Peter Van Petegem | TVM     | s.t.     |
| 3    | Ángel Casero      | Banesto | s.t.     |

| Pos. | Corridore         | Squadra | Tempo     |
| ---- | ----------------- | ------- | --------- |
| 1    | Chris Boardman    | GAN     | 11h08'52" |
| 2    | Ángel Casero      | Banesto | a 12"     |
| 3    | Fernando Escartín | Kelme   | a 23"     |

### 4ª tappa
- 22 giugno: Sant Joan Despí > Barcellona – 129,7 km

Risultati
| Pos. | Corridore          | Squadra | Tempo    |
| ---- | ------------------ | ------- | -------- |
| 1    | Ján Svorada        | Mapei   | 3h26'24" |
| 2    | Federico Colonna   | Asics   | s.t.     |
| 3    | Frédéric Moncassin | GAN     | s.t.     |

| Pos. | Corridore         | Squadra | Tempo     |
| ---- | ----------------- | ------- | --------- |
| 1    | Chris Boardman    | GAN     | 14h34'26" |
| 2    | Ángel Casero      | Banesto | a 12"     |
| 3    | Fernando Escartín | Kelme   | a 23"     |

### 5 tappa
- 23 giugno: Vic > Vic – (cron. individuale) - 22,1 km

Risultati
| Pos. | Corridore              | Squadra | Tempo  |
| ---- | ---------------------- | ------- | ------ |
| 1    | Chris Boardman         | GAN     | 25'17" |
| 2    | Aitor Garmendia        | ONCE    | a 46"  |
| 3    | Alberto Leanizbarrutia | ONCE    | a 51"  |

| Pos. | Corridore              | Squadra | Tempo     |
| ---- | ---------------------- | ------- | --------- |
| 1    | Chris Boardman         | GAN     | 14h59'43" |
| 2    | Ángel Casero           | Banesto | a 1'10"   |
| 3    | Alberto Leanizbarrutia | ONCE    | a 1'24"   |

### 6ª tappa
- 24 giugno: Vic > Castell-Platja d'Aro – 160,7 km

Risultati
| Pos. | Corridore         | Squadra  | Tempo    |
| ---- | ----------------- | -------- | -------- |
| 1    | Fernando Escartín | Kelme    | 4h01'40" |
| 2    | Daniel Clavero    | Estepona | a 8"     |
| 3    | Chris Boardman    | GAN      | a 9"     |

| Pos. | Corridore         | Squadra | Tempo     |
| ---- | ----------------- | ------- | --------- |
| 1    | Chris Boardman    | GAN     | 19h01'32" |
| 2    | Fernando Escartín | Kelme   | a 1'36"   |
| 3    | Ángel Casero      | Banesto | a 1'38"   |

### 7ª tappa
- 25 giugno: Gerona > Estació de Pal (AND) – 237,0 km

Risultati
| Pos. | Corridore         | Squadra  | Tempo    |
| ---- | ----------------- | -------- | -------- |
| 1    | Bo Hamburger      | TVM      | 7h02'22" |
| 2    | Daniel Clavero    | Estepona | a 8"     |
| 3    | Mikel Zarrabeitia | ONCE     | a 11"    |

| Pos. | Corridore         | Squadra | Tempo     |
| ---- | ----------------- | ------- | --------- |
| 1    | Fernando Escartín | Kelme   | 26h05'59" |
| 2    | Ángel Casero      | Banesto | a 2"      |
| 3    | Mikel Zarrabeitia | ONCE    | a 26"     |

### 8ª tappa
- 26 giugno: Andorra La Vella (AND) > Andorra La Vella (AND) – 188,6 km

Risultati
| Pos. | Corridore          | Squadra | Tempo    |
| ---- | ------------------ | ------- | -------- |
| 1    | Serhij Ušakov      | Polti   | 5h07'47" |
| 2    | Henk Vogels        | GAN     | s.t.     |
| 3    | Frédéric Moncassin | GAN     | s.t.     |

| Pos. | Corridore         | Squadra | Tempo     |
| ---- | ----------------- | ------- | --------- |
| 1    | Fernando Escartín | Kelme   | 31h13'49" |
| 2    | Ángel Casero      | Banesto | a 2"      |
| 3    | Mikel Zarrabeitia | ONCE    | a 26"     |

## Classifiche finali

### Classifica generale
| Pos. | Corridore            | Squadra         | Tempo     |
| ---- | -------------------- | --------------- | --------- |
| 1    | Fernando Escartín    | Kelme           | 31h13'49" |
| 2    | Ángel Casero         | Banesto         | a 2"      |
| 3    | Mikel Zarrabeitia    | ONCE            | a 26"     |
| 4    | Daniel Clavero       | Estepona-Toscaf | a 53"     |
| 5    | Pavel Tonkov         | Mapei           | a 1'04"   |
| 6    | Armand de Las Cuevas | Banesto         | a 1'19"   |
| 7    | Bo Hamburger         | TVM-Farm Frites | a 1'30"   |
| 8    | César Solaun         | Euskadi         | a 2'07"   |
| 9    | Marino Alonso        | Banesto         | a 2'35"   |
| 10   | Orlando Rodrigues    | Banesto         | a 2'52"   |

### Classifica scalatori
| Pos. | Corridore         | Squadra            | Punti |
| ---- | ----------------- | ------------------ | ----- |
| 1    | Héctor Palacio    | Telecom-Flavia     | 38    |
| 2    | Fernando Escartín | Kelme-Costa Blanca | 31    |
| 3    | Ángel Casero      | Banesto            | 28    |

### Classifica sprint
| Pos. | Corridore          | Squadra          | Punti |
| ---- | ------------------ | ---------------- | ----- |
| 1    | Eleuterio Anguita  | Estepona-Toscaf  | 22    |
| 2    | Mirco Crepaldi     | Team Polti       | 13    |
| 3    | José Daniel Bernal | Petroleo de Col. | 12    |

### Classifica squadre
| Pos. | Squadra          | Tempo     |
| ---- | ---------------- | --------- |
| 1    | Banesto          | 93h44'55" |
| 2    | ONCE             | a 9'43"   |
| 3    | Mapei-Quick Step | a 10'46"  |